# Чорнобильська СЕС
Чорнобильська сонячна електростанція («Солар Чорнобиль-1») — сонячна електростанція, відкрита 2018 року. Знаходиться в Іванківському районі Київської області на промисловому майданчику Чорнобильської АЕС, безпосередньо біля її 4-го енергоблока.
«Солар Чорнобиль-1» є першою сонячною електростанцією, що споруджена в рамках реалізації стратегії консорціуму компаній RODINA — ENERPARC AG щодо розвитку проєктів та будівництва сонячних електростанцій на територіях, що постраждали від аварії на Чорнобильській атомній електростанції.
Річна продуктивність електростанції становить 1024 МВт*год/рік.
У процесі будівництва було встановлено 3762 сонячних модулі.

## Історія
У 2013 Сонячний Консорціум RODINA – ENERPARC AG розробив та почав реалізацію стратегії щодо будівництва СЕС на територіях, постраждалих від аварії на ЧАЕС.
25 липня 2015 року між Консорціумом RODINA – ENERPARC AG та Чорнобильською АЕС підписано Меморандум про наміри щодо будівництва сонячної електростанції на території ЧАЕС. Розпочато роботи з пошуку і підбору відповідної ділянки під розташування пілотного проєкту, засновано компанію "Солар Чорнобиль". 
Наприкінці серпня 2016 року Держагентство з управління зоною відчуження повідомило про намір передати в оренду 3,38 га землі на 49 років під будівництво сонячної електростанції. Вартість об'єкта оренди без урахування ПДВ становить 6,2 млн грн. 
У жовтні 2017 року компанія «Солар Чорнобиль» розпочала активну фазу виконання будівельно-монтажних робіт з будівництва першої сонячної електростанції на майданчику Чорнобильської АЕС. У процесі будівництва заплановано встановлення 3762 сонячних модулі. Введення станції в промислову експлуатацію заплановано у четвертому кварталі 2017 року. Річна продуктивність СЕС «Солар Чорнобиль-1» становитиме 1024 МВт*год/рік. компанія «Солар Чорнобиль» працює у рамках проєкту Консорціуму компаній Rodina-Enerparc AG.
Фізичні роботи за проєктом будівництва першої сонячної електростанції потужністю 1 МВт/Пік[що?] розпочалися у жовтні 2017 року. У процесі будівництва було встановлено 3762 сонячних модулі, побудовані та обладнані трансформаторні підстанції, створена система фізичного захисту конструкцій.
З 1 липня 2018 року вперше після відключення енергоблока у 2000 році електроенергія з Чорнобиля почала надходити в єдину енергосистему України, але вже як продукт сонячної генерації, і реалізовуватися за механізмом "зеленого тарифу".
5 жовтня 2018 року в Прип'яті на території Чорнобильської АЕС офіційно відкрили сонячну електростанцію Solar Chernobyl - 1 МВт. У перспективі успішно завершений проєкт масштабують до 100 МВт. Електростанція знаходиться на промисловому майданчику Чорнобильської АЕС, над 4-м атомним енергоблоком, що вибухнув 26 квітня 1986 року. Річна продуктивність електростанції становить 1024 МВт*год/рік.